# Lutèce
Pour les articles homonymes, voir Lutèce (homonymie).
Lutèce est la forme francisée du nom employé par les Romains Lutetia ou Lutetia Parisiorum pour désigner la ville gallo-romaine connue aujourd'hui sous le nom de Paris ainsi que son oppidum.
Vers 310, Lutèce prend le nom de Paris, par abréviation des mots latins « civitas Parisiorum » ou « urbs Parisiorum » du nom du peuple gaulois qui occupe le site depuis le IIIe siècle av. J.-C. : les Parisii.
Les découvertes archéologiques réalisées entre 1994 et 2005 à Nanterre ont un temps mis en doute la localisation traditionnelle de la Lutèce gauloise avec la découverte d'un vaste espace d'urbanisation proto-urbain (15 hectares) sur le territoire actuel de Nanterre. Mais Jules César dit nettement dans la Guerre des Gaules (BG VII, 57) que « la place des Parisii » était « située dans une île de la Seine ».

## Toponymie

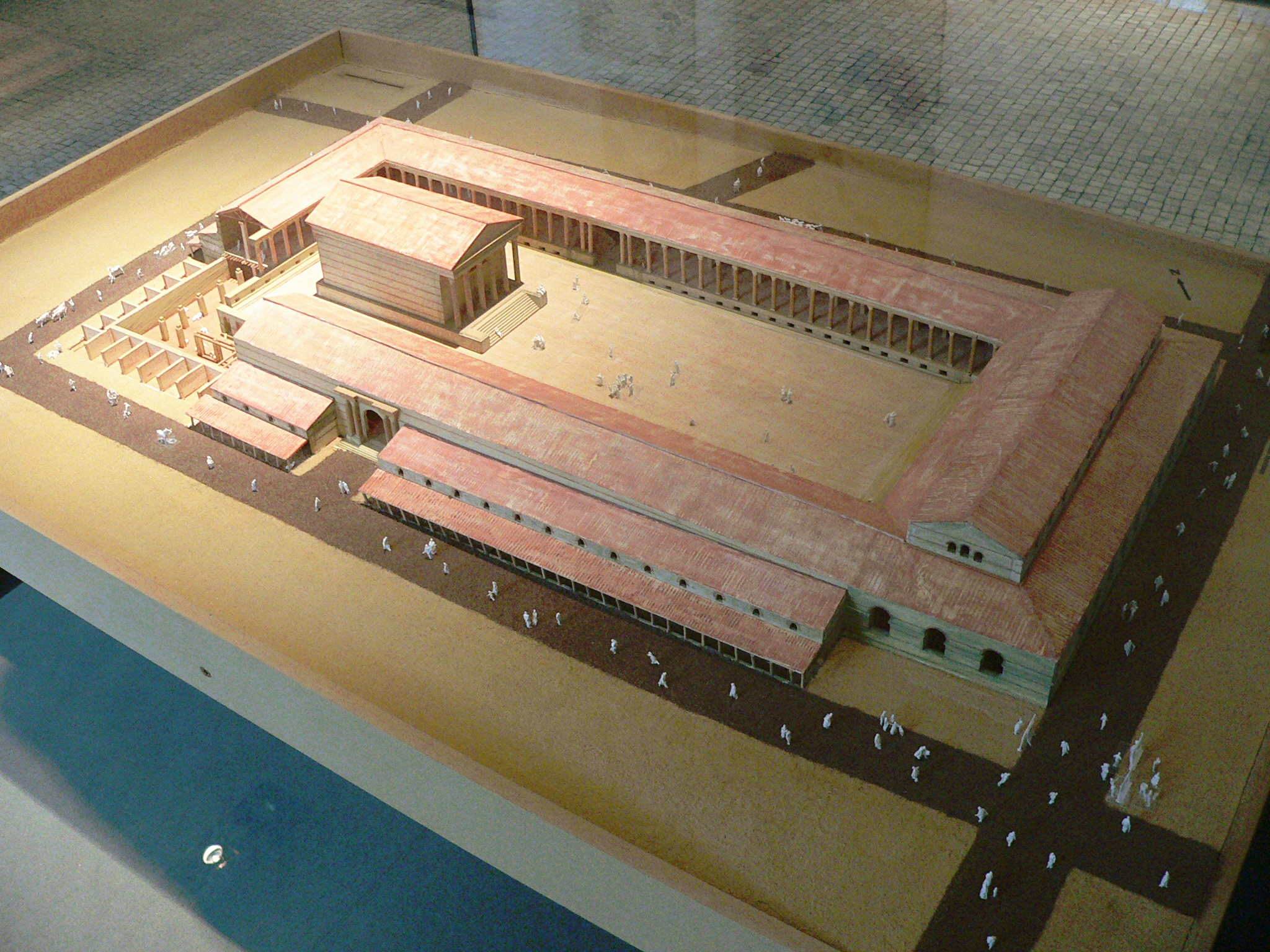
Le forum de Lutèce, maquette (musée Carnavalet).

### Mythe des origines et conjectures anciennes
Dans sa Vie de Philippe Auguste, Rigord indique que « la ville avait d'abord été nommée « Lutèce » ou « boueuse » – comprendre une tentative d'explication par le latin lŭtum « boue » – à cause des boues pestilentielles dont elle était remplie, mais les habitants, choqués de ce nom, qui leur rappelait toujours une boue fétide, préférèrent l'appeler Paris du nom de Pâris Alexandre, fils de Priam, roi de Troie, car nous lisons dans La Geste des rois des Francs que le premier roi des Francs qui exerça sur eux la puissance royale fut Pharamond, fils de Marcomir, dont le père était Priam, roi d'Austrie. Ce Priam, roi d'Austrie n'est pas le grand Priam, roi de Troie, mais il descendait d'Hector, fils de ce prince, par Francion fils d'Hector ». Cette thèse généalogique est reprise par Grégoire de Tours dans son ouvrage Histoire des Francs, dans la Chronique d'Eusèbe de Césarée, celle d'Hydace de Chaves ainsi que par de nombreux autres auteurs.
Par l'intermédiaire du narrateur Alcofrybas Nasier, Rabelais donne dans Gargantua une étymologie facétieuse qu'il rapproche du grec λευκός / leukós, « brillant, blanc, pâle », et permet une blague grivoise :  « Paris, laquelle au paravant on appelloyt Leucece. Comme dict Strabo. lib. 4, c'est-à-dire en grec, Blanchette, pour les blanches cuysses des dames dudict lieu »,.

### Attestations anciennes
Le nom de la localité est attesté en grec ancien sous la forme Λoυκoτοκία / Loukotokía (Strabon), Λευκοτεκία / Leukotekía (Ptolémée), d'où le doublet Lucotèce, ainsi qu'en latin : Lutetia au Ier siècle av. J.-C., Lutetia apud Parisios au IVe siècle, puis Paris uniquement à partir du IVe siècle.

### Étymologie
La forme Lutèce résulte de la francisation de Lutetia par l'intermédiaire d'une forme Lutecia.
Albert Dauzat et Charles Rostaing y voient un radical gaulois lut- « marais » (équivalent du latin lŭtum « boue »), suivie d'un suffixe -ecia.
Xavier Delamarre cite les racines gauloises sous les formes luto- (lire lŭto-), luteuo- qu'il compare aux termes du celtique insulaire : gaélique loth « marais » (de *lūta), breton loudour « malpropre » (de *lout-). On retrouve ces mots celtiques dans le nom des villes de Ludesse ; Lodève (Luteua) ; Lutitia (Allemagne) ou Lutudarum (Derbyshire, Royaume-Uni).
Cependant, Pierre-Yves Lambert qui se fonde sur la forme grecque « Lucotèce », penche pour une racine gauloise *lucot- « souris » (cf. breton logod, irlandais luch), mais précise qu'il y a au moins deux suffixes qui donnent une valeur collective au dérivé, c'est-à-dire « les souris ». Dans la toponymie gauloise, on peut comparer par exemple avec Bibracte qui signifie peut-être « les castors ». En outre, l'utilisation de noms d'animaux dans les noms de lieux s'est prolongée jusqu'à nos jours (cf. la Baleine, Villechien, etc.).
Albert Deshayes reconstruit lui aussi une racine celtique *luk-oto- pour le breton logod (vieux breton locot, pluriel de loc, gallois llygod, gaélique luch), Alexander Macbain précise en outre que le celtique *lukot- est issu de l'indo-européen *pluko- « le gris », sur une base indo-européen *pel- « gris », désigne aussi la souris par métonymie.

## Localisation
La première mention de la ville de Lutèce est due à Jules César, lorsqu'il y réunit l'assemblée des chefs gaulois en -53. Il la place chez les Parisii et la situe sur une île de la Seine. Mais ces écrits ne permettent pas de déterminer s'il s'agit d'un des six ou sept îlots se trouvant à l'emplacement de la future île de la Cité ou sur une des boucles de la Seine, près de Nanterre. Les fouilles réalisées en 2003 au lieu-dit les Guignons sur le tracé de l'autoroute A 86, permettent de mettre au jour des vestiges correspondant à ce qui apparaît comme étant la capitale des Parisii.
Suivant une politique de la terre brûlée, les Gaulois révoltés en -52 et emmenés par Camulogène, incendièrent la ville et coupèrent les ponts, lors de la bataille de Lutèce. Une seconde bataille eut lieu à l'emplacement de l'actuel Champ-de-Mars, sur la plaine de Grenelle. Quelques îlots tout proches de ce champ de bataille semblent avoir été choisis par les Romains pour leur emplacement plus protégé qu'une boucle marécageuse de la Seine.

## Histoire

### Les barques du Néolithique
Sur le site du Paris actuel, on trouve des preuves d'une occupation très ancienne. En 1991, des fouilles ont permis de découvrir des barques néolithiques au niveau du quai de Bercy,.

### L'oppidum des Parisii

#### Le site de Nanterre
Il est probable que cet oppidum soit situé sous la ville de Nanterre, des fouilles récentes à l'occasion de la construction de l'autoroute A 86 ayant révélé une vaste agglomération gauloise,. Celle-ci se trouve dans un méandre très serré de la Seine, au niveau de la boucle de Gennevilliers, pouvant donner un aspect trompeur.
Ainsi, le site de Nanterre pourrait représenter la capitale préromaine des Parisii. Sur 15 à 20 hectares, s'y trouvent de nombreuses fondations correspondant à des quartiers résidentiels, d'artisanat, un probable lieu de culte avec divers objets tels que des armes, des outils, des parures, de la vaisselle. Les berges sont aménagées, ce qui indique la présence d'un port fluvial.

#### Le site de l'île de la Cité
César situait l'oppidum des Parisii dans une île du fleuve (« Id est oppidum Parisiorum, quod positum est in insula fluminis Sequanae. »), mais aucune trace d'occupation avant l'époque romaine n'a été trouvée sur l'île de la Cité,.
Pour l'archéologue Venceslas Kruta, les découvertes faites dans des endroits comme Nemetodunum/Nanterre ne sont cependant pas suffisantes pour remettre en cause le témoignage de César ; il rappelle que le site traditionnel est localisé là où la route nord-sud traverse le fleuve et à un endroit où les ponts pouvaient être deux fois plus courts ; il estime aussi que si une ville nouvelle avait été créée par l'occupant, elle aurait eu un nom nouveau, purement romain, comme d'autres villes de Gaule.

### La conquête romaine
En 53 av. J.C., alors que les peuples du Nord sont entrés en rébellion contre Rome, César convoqua à Lutèce une assemblée des représentants des cités gauloises. Mais l'année suivante, les Parisii rejoignent la révolte initiée par Vercingétorix. À partir de 52 av. J.C., Titus Labienus, lieutenant de César, entre en campagne à partir d'Agedincum (Sens) et se heurte au vieux chef gaulois Camulogène dont la stratégie consiste à bloquer les Romains dans les marais où ils peuvent difficilement manœuvrer,. Par la suite, après s'être emparé de Melodunum (Melun) et avoir constitué une importante flottille de barques, pour établir un pont de bateaux, Labienus revient combattre Camulogène, dont l'armée est défaite. L'emplacement du champ de bataille reste controversé, il s'agit peut-être :
- du Champ de Mars
- de la plaine de Grenelle
- de Vitry et Ivry
- de Nanterre

### La ville romaine

#### Lutèce, ville prospère pendant le Haut-Empire
La Lutèce gallo-romaine va apparaître dès l'époque d'Auguste pour prendre son essor surtout à partir de Tibère. Elle fait alors partie de la Gaule lyonnaise dont la capitale est Lugdunum. La ville est construite sur un plan en damier traditionnel, ordonné autour de deux axes principaux, le cardo maximus (probablement rue Saint-Jacques) et le decumanus (rue de Lutèce). Elle est implantée à la fois sur l'île de la Cité et sur la rive gauche. La ville va prospérer pendant deux siècles et demi, pendant le Haut Empire.

#### Au Bas-Empire, Lutèce devientCivitas Parisiorum
Mais dès le IIIe siècle, la menace des Barbares, Alamans à l'est et Francs au nord contraint les Parisiens à se retrancher dans l’île de la Cité qui sera entourée d'un puissant rempart ; la rive gauche n'est pas totalement abandonnée pour autant, les survivants s'efforçant après chaque agression de revenir vivre dans leurs maisons ravagées. Lutèce joue un rôle important à la fois comme carrefour fluvial et commercial et aussi dans le système défensif de la Gaule du nord. Des troupes romaines y sont installées et une flottille de guerre s'y abrite. Des chefs militaires vont y séjourner dont le César Julien, neveu de Constantin, qui y sera proclamé empereur en 360 par ses légions,. Dans un de ses textes, le Misopogon, il mentionne sa « chère Lutèce et ses eaux claires ». Il meurt en 363 lors d'un combat contre les Perses sassanides. Plus tard, Valentinien Ier réside à Lutèce pendant une brève période (365-366).
Par ailleurs, la ville s'est peu à peu christianisée. Progressivement, le nom de Lutèce va être abandonné au profit de Civitas Parisiorum, la ville des Parisii (IVe siècle). Au Ve siècle, le général Ægidius puis son fils Syagrius essaient de maintenir le pouvoir gallo-romain, mais après la défaite de ce dernier à Soissons en 486, la ville tombe sous la domination de Clovis qui en fera sa capitale en 508.

## Religion: entre mythe et réalités historiques

### Le polythéisme gallo-romain
Avec la romanisation, la religion des Gaulois évolue vers un syncrétisme gallo-romain, où se côtoient dieux autochtones et divinités romaines. Le témoignage le plus frappant de ce syncrétisme,, est représenté par le pilier des Nautes. On y voit, à côté des dieux et déesses du panthéon romain (Jupiter, Mercure, Mars, Fortuna, Castor et Pollux), des divinités gauloises (Ésus, Tarvos trigaranus, Eurises, Smertrios, Cernunnos). Mais l'originalité des dieux autochtones, souvent en rapport avec la nature et les animaux, semblent préservée.

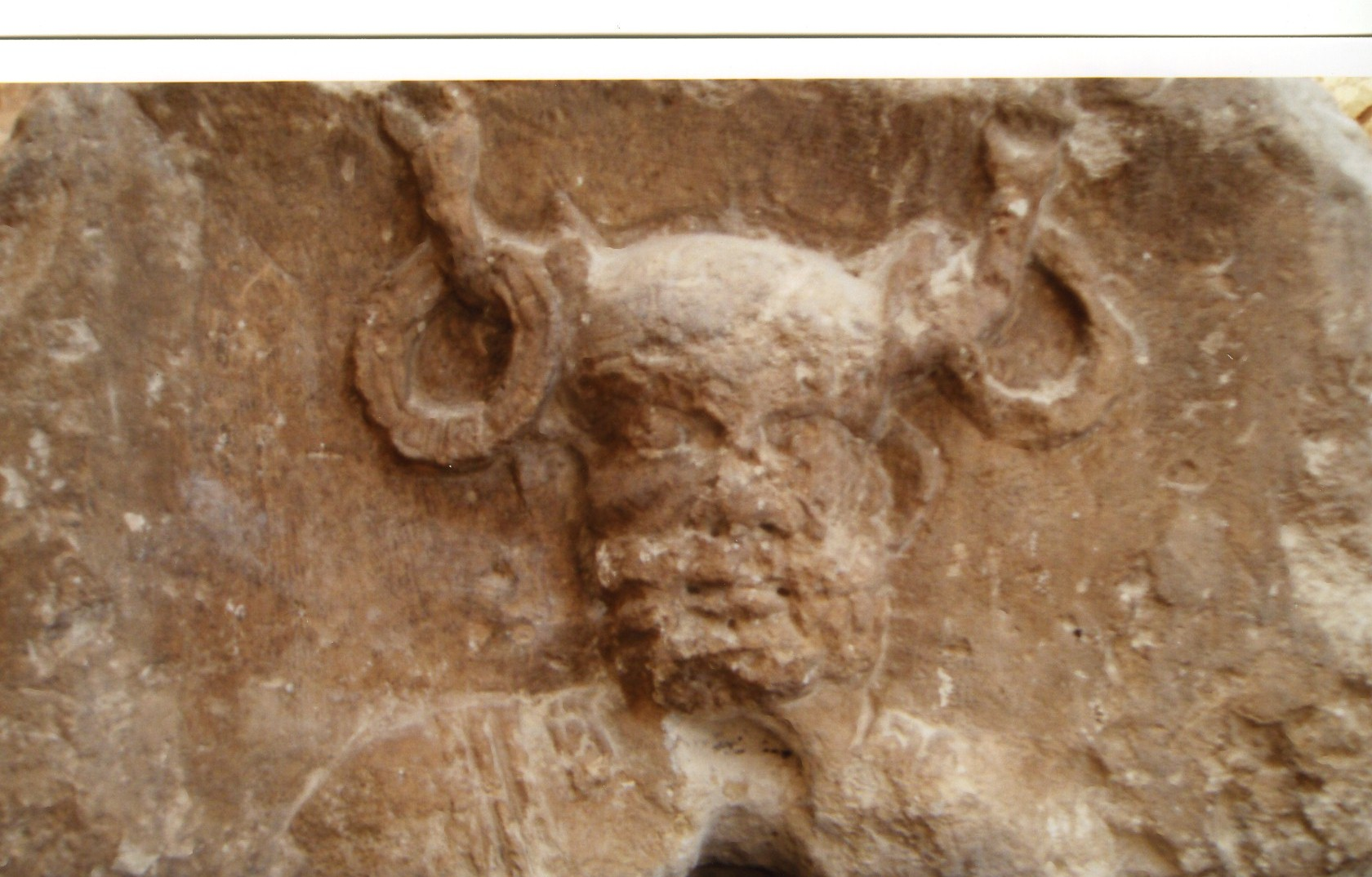
Pilier des Nautes, tête de Cernunnos sculptée.
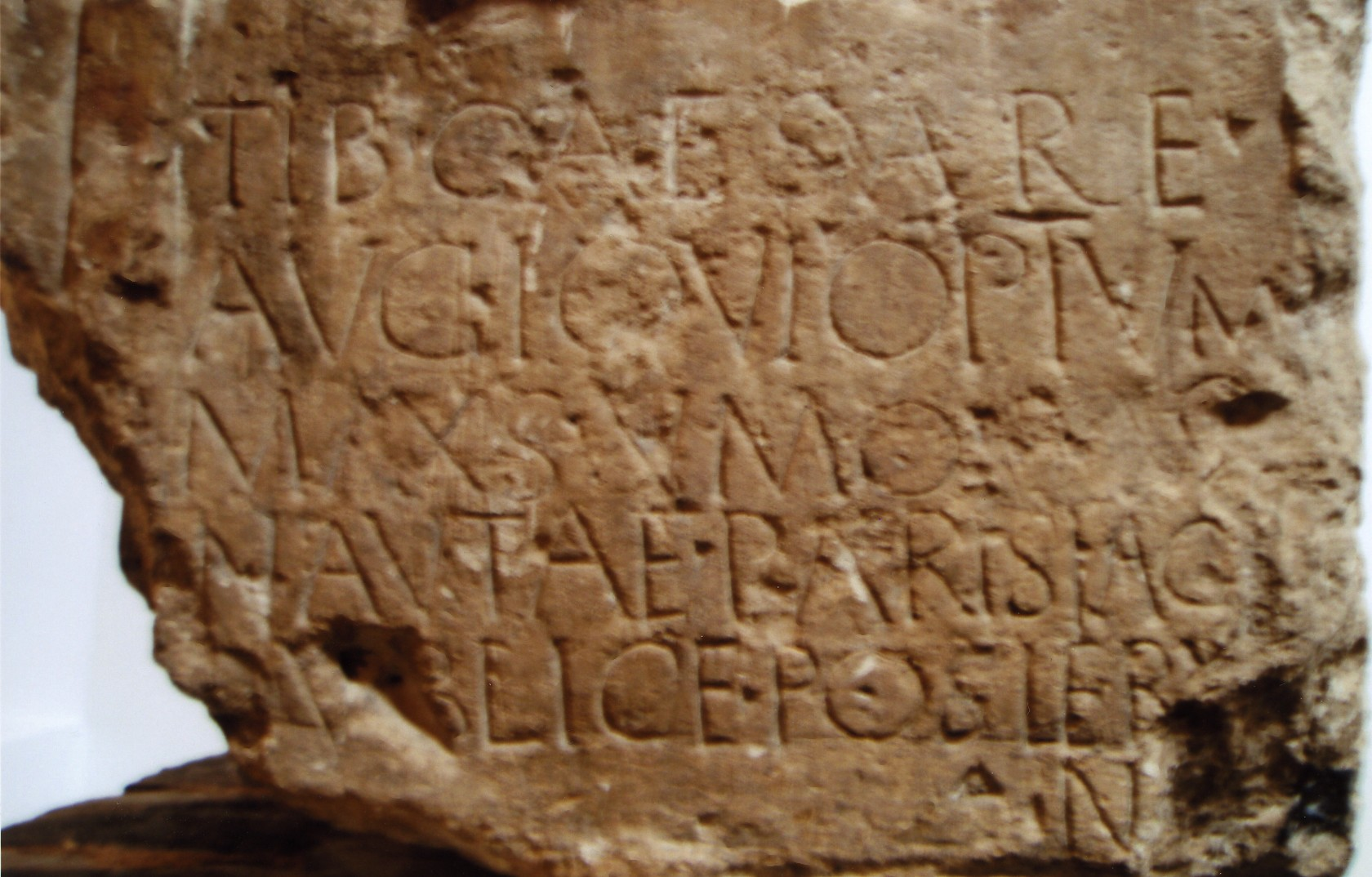
Pilier des Nautes, dédicace à Jupiter sous Tibère (thermes de Cluny).
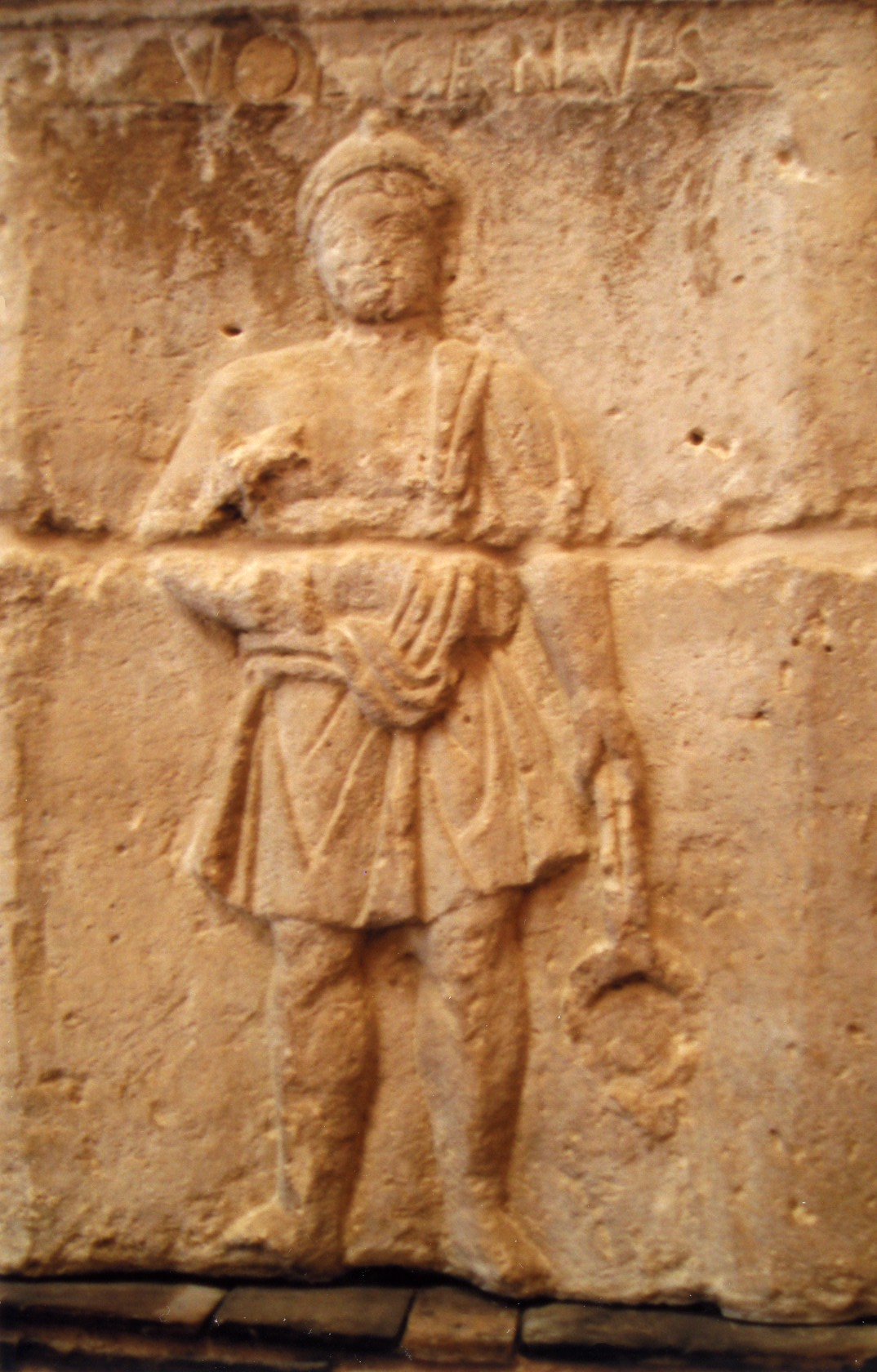
Pilier des Nautes, Vulcain (thermes de Cluny).
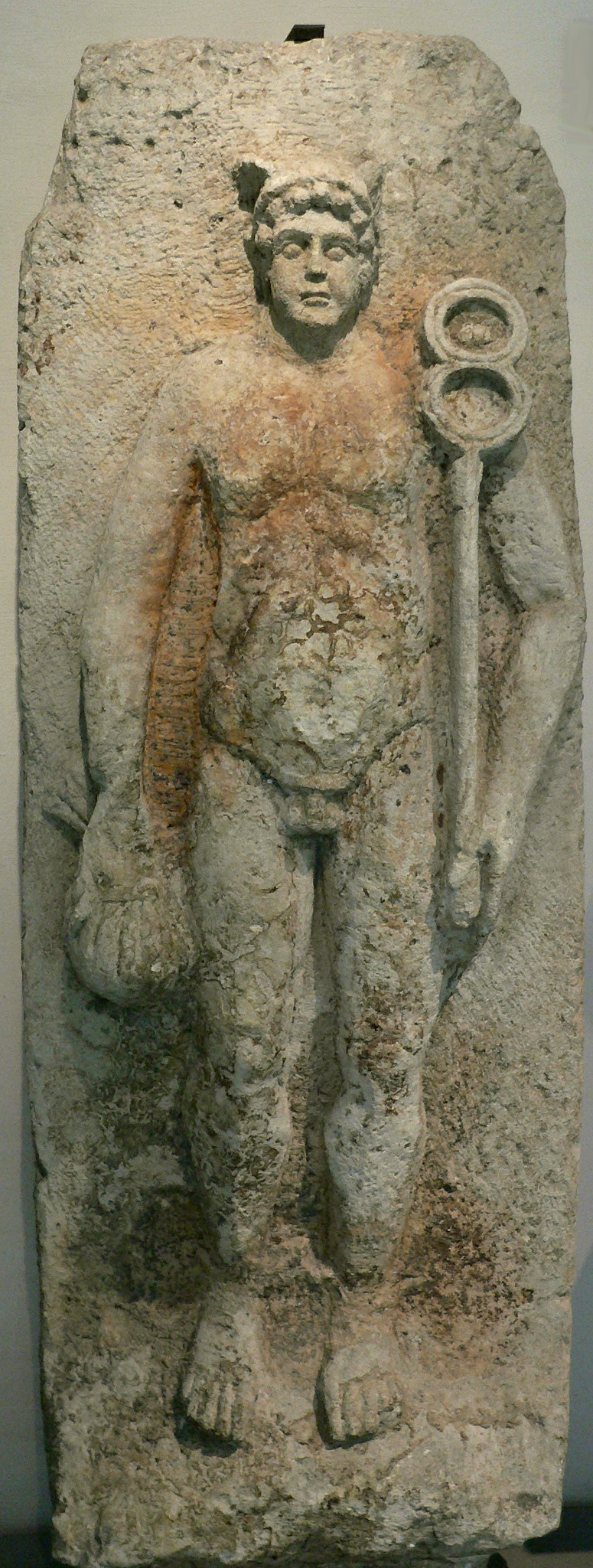
Mercure (musée Carnavalet).

### Les cultes orientaux
En dehors de la religion traditionnelle qui ne répond pas aux problèmes métaphysiques de l'au-delà, on voit apparaître, d'une façon ponctuelle dans des lieux privés, une orientation vers des cultes orientaux. Évoquant une éventuelle vie après la mort : mise en évidence de statuettes d'Isis, Osiris, Bès(divinités égyptiennes)[réf. nécessaire], voire culte de Mithra (décor sur un sarcophage). Le christianisme va s'implanter lentement pour s'imposer dans le milieu du IIIe siècle comme en témoignent des inscriptions sur les pierres tombales.

### Diffusion du christianisme auxIIIeetIVesiècles
Ainsi, l'histoire de Paris est imbriquée dans des faits historiques et dans des mythes liés à la légende chrétienne. Denis de Paris (saint Denis), premier évêque de Paris (250), et ses compagnons, Rustique de Paris et Éleuthère, auraient été martyrisés à Montmartre. Après avoir été décapité Denis de Paris se serait mis à marcher, portant sa tête dans ses mains, puis serait tombé dans la campagne et aurait été enterré sur place au niveau de ce qui est devenu la basilique Saint-Denis. Telle est la légende,,.
Marcel de Paris, neuvième évêque de Paris, présida le concile de Paris en 360-361, reconnaissant le concile de Nicée de 325. Il aurait combattu un dragon. Après sa mort en 435, sa tombe devient l'objet d'une grande vénération,.
Enfin, l'histoire de Paris est associée à Geneviève de Paris (sainte Geneviève, qui, face à la menace des Huns, prend part d'une façon active à la résistance et aux affaires publiques. Elle avait, par son père, des relations privilégiées avec les dirigeants de l'Empire romain. Mais le facteur déterminant du sauvetage de Paris sera la victoire du général romain Aetius aux champs Catalauniques (451) sur les Huns d'Attila. Sainte Geneviève a sans doute joué également un rôle dans le cheminement de Clovis vers le christianisme.

## Urbanisme et architecture

### Un plan hippodaméen
La Lutèce gallo-romaine, qui abritait environ 10 000 habitants, est implantée à la fois sur l’île de la Cité et sur la rive gauche, où les possibilités d'expansion sont plus grandes. La fondation de la ville se fait sur un schéma traditionnel d'un plan en damier (plan hippodaméen) où tout s'ordonne autour de deux axes principaux qui se coupent à angle droit : le cardo maximus (axe nord-sud) ou Via superior, actuelle rue Saint-Jacques et le decumanus (est-ouest).
Les cardo et decumanus forment un plan orthogonal dont la base est un module carré de 300 pieds romains soit 88,80 mètres avec, par endroits, des subdivisions en semi-modules de 150 pieds et des tranversus (diagonales) le principal étant celui de la voie vers l'Italie par Lyon dont le point de départ est à l'angle sud-est du forum (actuellement à l'angle des rues Saint-Jacques et Soufflot) qui franchit la Bièvre près de l'actuelle église Saint-Médard et se prolonge à l'emplacement de l'actuelle avenue des Gobelins.

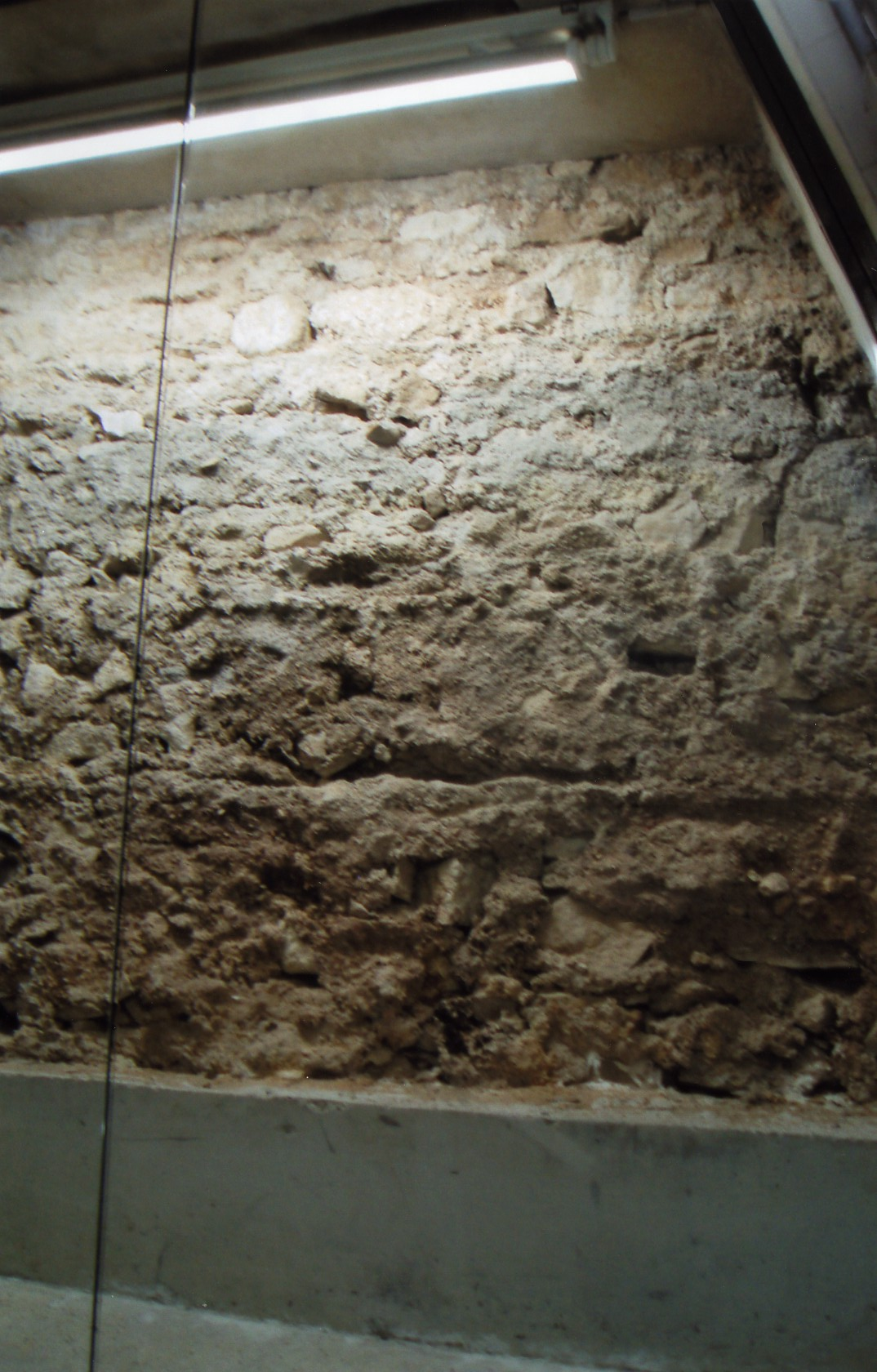
Mur d'enceinte du forum de Lutèce.

Les voies majeures relient Lutèce aux autres cités gauloises et donc à l'Empire. Elles sont recouvertes de grandes dalles. Si la ville renferme des bâtiments importants, elle n'atteindra jamais une taille considérable, à l'inverse de villes comme Lugdunum (Lyon) et Augustodunum (Autun). Selon Goudineau, la romanité se dilue au-delà de la Bourgogne. Sur l’île de la Cité, devaient exister un palais du gouverneur (à l'emplacement du palais de justice) et à l'est un temple ainsi qu'une basilique. Mais les principaux bâtiments se situent sur la rive gauche.

### Le forum
Mais le cœur de la cité se situe sur la montagne Sainte-Geneviève, au niveau de la rue Soufflot, où les vestiges du forum ont été dégagés. Il était implanté en avant de l'actuel Panthéon. Le forum représente le centre politique, religieux, et commercial de la ville gallo-romaine. Il comporte une esplanade entourée de portiques sous lesquels sont installées des boutiques, la basilique où se traitent les affaires judiciaires et au centre le temple dont on ignore à qui il était dédié, peut-être à la triade capitoline (Jupiter, Junon, Minerve),. Il est possible d'imaginer la foule se promenant sous les portiques, assistant au culte ou écoutant les plaidoiries à la basilique.
L'approvisionnement régulier de la ville se fait par un aqueduc, les eaux étant captées dans le bassin de Wissous au sud.

### Les thermes

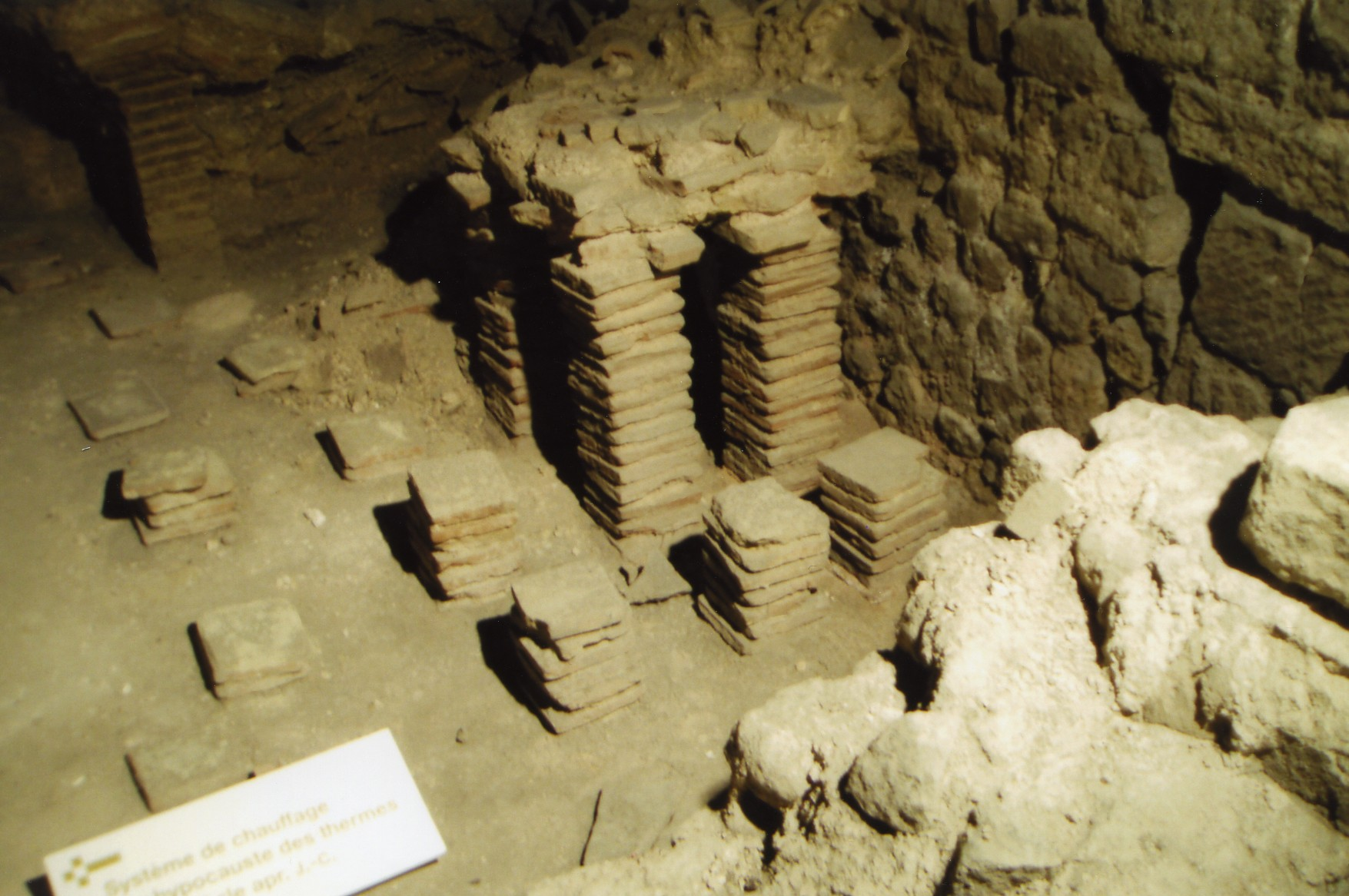
Système hypocauste.

Comme dans toute ville romaine, des thermes sont édifiés, prouvant ainsi l'adaptation des Gaulois à ce type d'activité. Trois établissements existent. L'un est situé au niveau de l'actuelle rue Gay-Lussac. Ceux de l'est, dits du Collège de France, avaient à la fois une fonction hygiénique et thérapeutique et se trouvaient au niveau de la rue des Écoles.
Enfin, les plus importants et les mieux conservés sont les thermes du Nord, dits de Cluny, entre la rue des Écoles et le boulevard Saint-Germain. Leur construction date de la fin du Ier siècle. Ils comprennent des vestiaires, des palestres, des latrines, une salle froide (frigidarium), une salle tiède (tepidarium), une salle chaude (caldarium), un système de chauffage par hypocauste,,. Des peintures, des mosaïques ornaient l'intérieur des bâtiments.

### Amphithéâtre et théâtre
Des lieux pour le spectacle sont présents. À l'emplacement du lycée Saint-Louis existait un théâtre de plan semi-circulaire dont il ne reste que quelques pans de mur. Par ailleurs, il est retrouvé en Gaule des monuments de spectacle de formes particulières (édifices dits mixtes),, ce sont les théâtres avec arène. Il en est ainsi des arènes de Lutèce, situées en dehors de la ville, qui seront mises au jour en 1860. Leur destruction programmée est évitée grâce à l'intervention de nombreuses personnalités dont Victor Hugo. Elles comportent une arène elliptique, un podium et un mur de scène permettant aux spectateurs d'assister soit à des comédies ou des pantomimes, soit à des combats de gladiateurs. Elles furent construites vers la fin du Ier siècle.

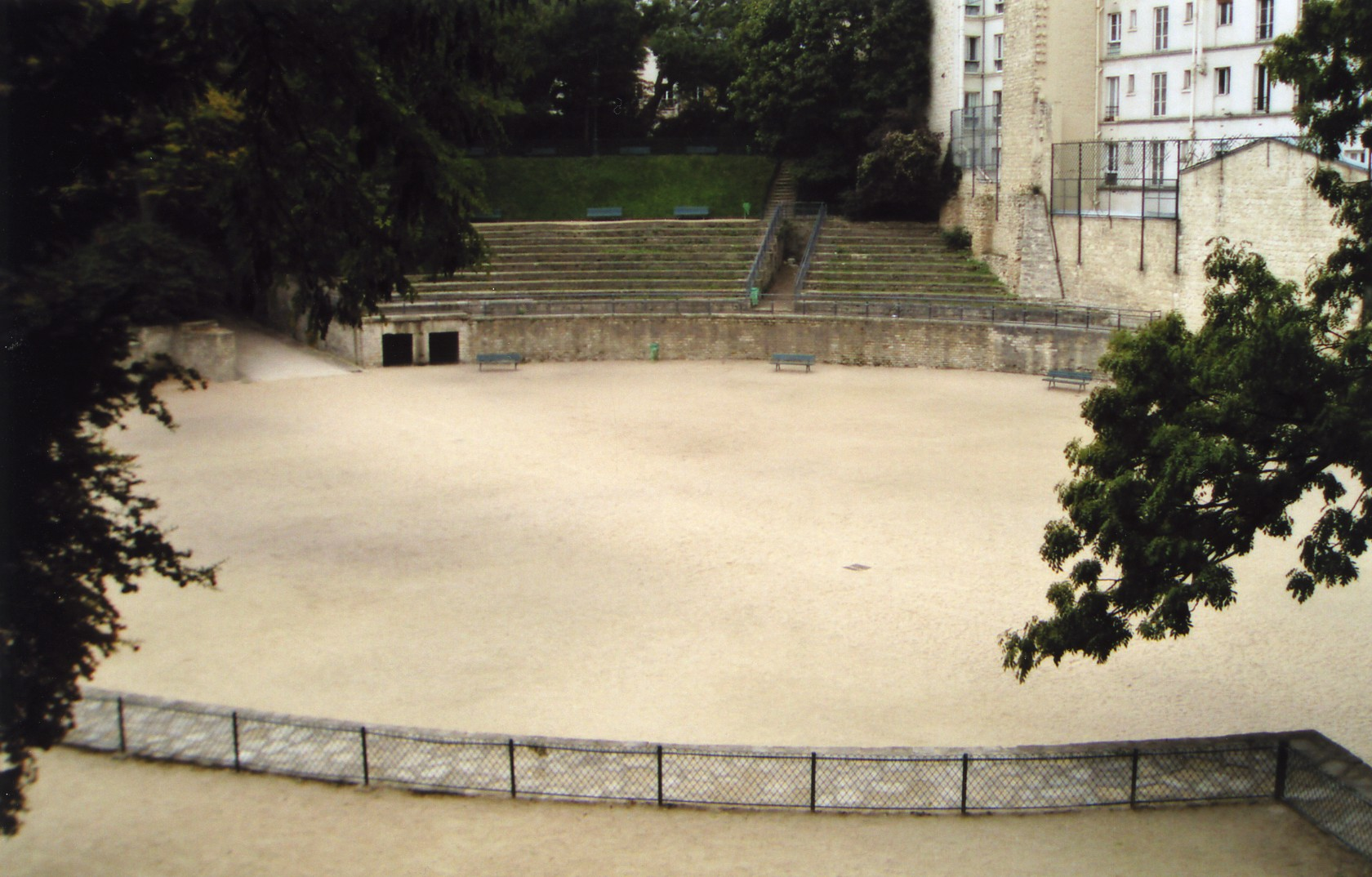
Arènes de Lutèce (vue actuelle).
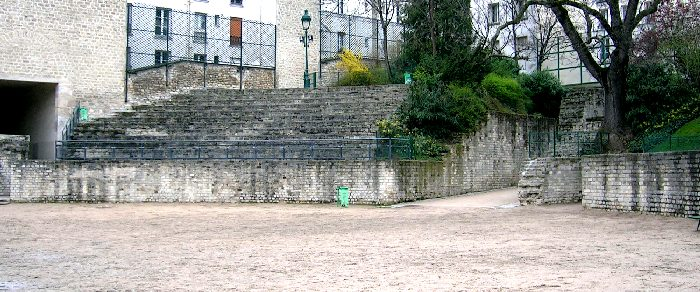
Arènes de Lutèce.

### Rétractation de la ville au Bas-Empire
Du fait de la menace des Barbares, l'aspect de Lutèce va se modifier en se concentrant sur l’île de la Cité sans abandonner totalement la rive gauche. La plus grande partie de la population se retrouve sur l’île avec un remaniement des structures urbaines utilisant des blocs de pierre à partir des alentours, du Forum, des arènes de Lutèce ou des nécropoles. Il est réalisé à partir du IIIe siècle un important rempart protecteur. Sur le plan des techniques d'architecture, l'utilisation la plus courante est celle du calcaire dit parisien, trouvé sur le site même de la ville et aux alentours. Les blocs de grande dimension servent pour les soubassements, les petits moellons, parfois associés à des lits de brique sont utilisés pour les murs. Le mode de couverture est le plus souvent la tuile.

### La périphérie de Lutèce

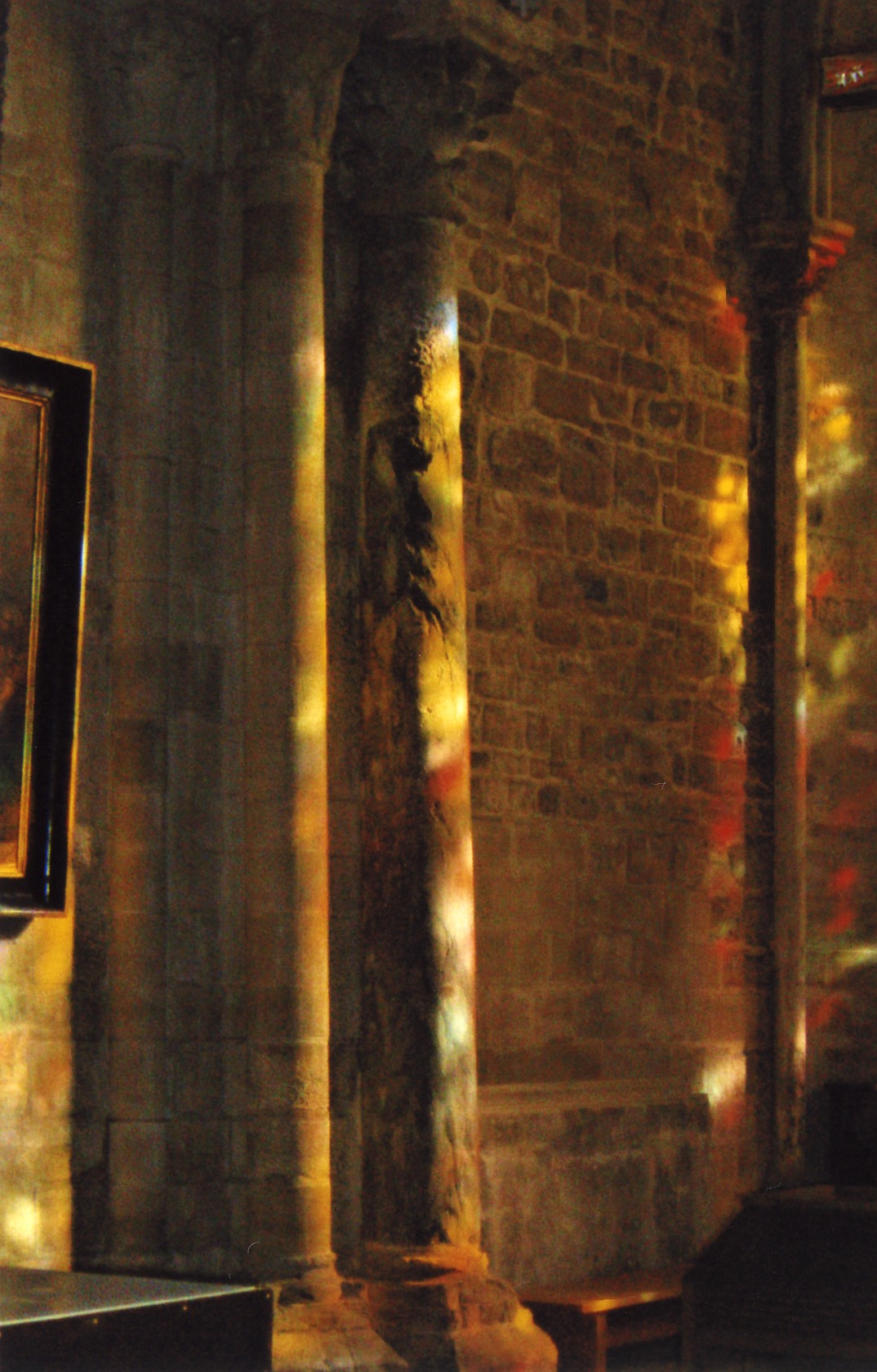
Colonnes romaines (église Saint-Pierre de Montmartre).

À la périphérie de Lutèce, au-delà du pomerium se situent les cimetières. Deux grandes nécropoles ont été mises au jour : au sud-est, la nécropole Saint Marcel-Gobelins et au sud la nécropole du faubourg Saint-Jacques,. En dehors de la cité, comme dans la plupart des villes romaines, devait exister une ligne de sanctuaires et de bois sacrés. Sur la butte Montmartre, l'hypothèse d'un ou deux temples a été soulevée sans pouvoir préciser avec certitude l'attribution à Mars ou Mercure en l'absence d'inscription. La probabilité d'un temple dédié à Mercure se base sur le fait que le lieu se soit longtemps appelé Mons Mercurii jusqu'assez loin dans le haut Moyen Âge. Quatre colonnes en marbre noir de l'un de ces temples ont été réutilisées dans l'actuelle église Saint-Pierre de Montmartre. À quatre kilomètres au sud-ouest de Lutèce, au niveau du site de Vanves, ont été mis en évidence des thermes, un bâtiment luxueux pouvant correspondre à un sanctuaire périurbain.

### La redécouverte du Paris antique
L'urbanisation de l'époque moderne a occulté peu à peu le passé de la ville antique. Les grands travaux commencés au moment du second Empire sous la responsabilité du Baron Haussmann permirent de nombreuses découvertes archéologiques. Il est probable que de futurs chantiers puissent révéler d'autres antiquités. Ainsi, récemment, à l'occasion de travaux de l'A86 et de l'A14, le probable oppidum des Parisii a été mis en évidence à Nanterre, alors que la tradition le situait sur l'île de la Cité.

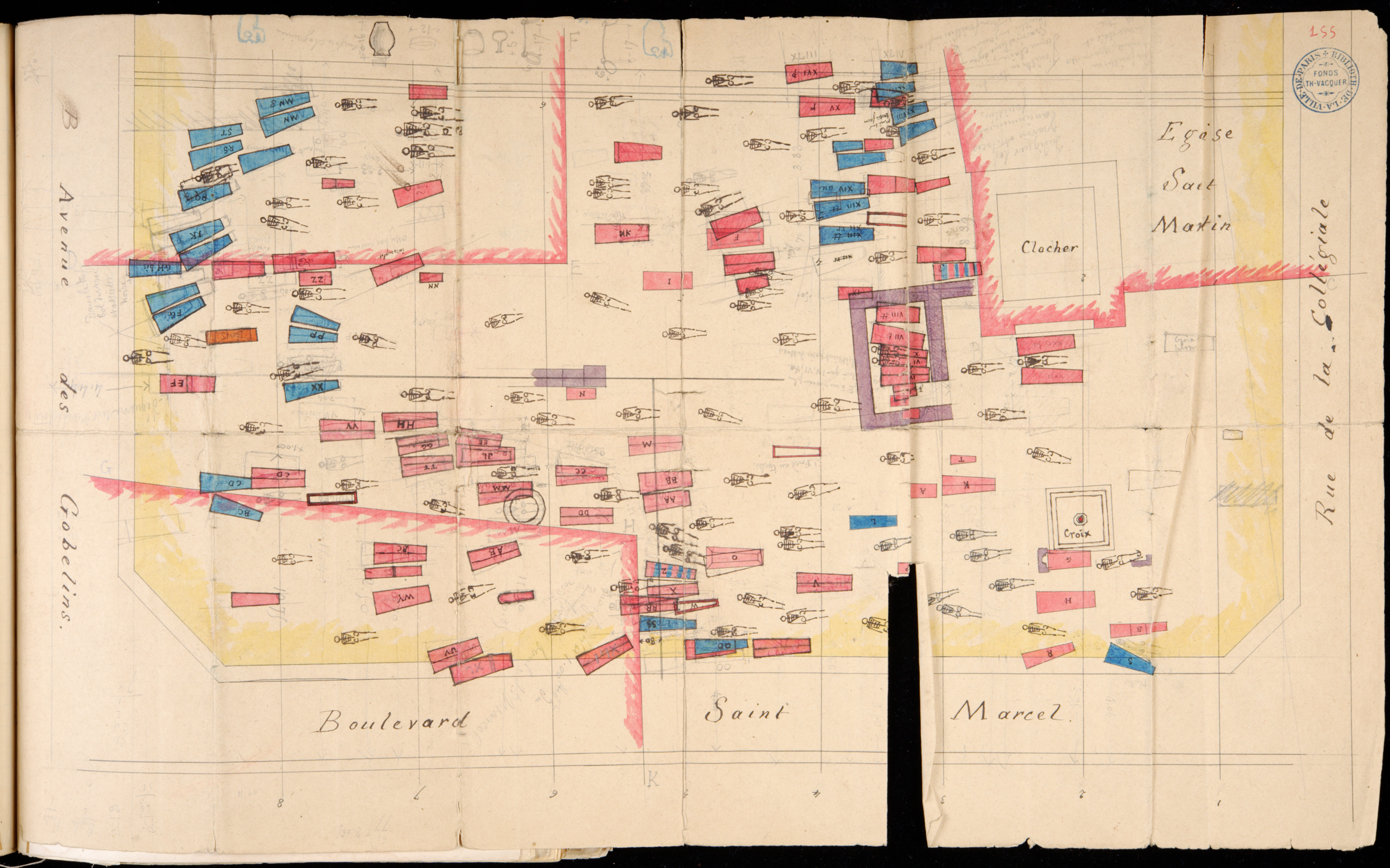
Plan d'une partie de la nécropole Saint-Marcel, BHVP.

Dès 1844, Théodore Vacquer, considéré comme le père de l'archéologie parisienne, explore tous les chantiers de la capitale. Malheureusement les notes qu'il a pu consigner sont difficiles à utiliser. En 1912, un historien, Félix de Pachtère, publie Paris à l'époque gallo-romaine à partir d'écrits et de sources archéologiques. En 1897, la Commission du Vieux Paris (CVP) est créée avec pour vocation de surveiller toute fouille entreprise. Actuellement[Quand ?], le musée Carnavalet conserve et présente les vestiges du Paris antique,. Les textes anciens, en particulier La Guerre des Gaules, l'archéologie s'appuyant sur les monuments qui demeurent, comme les thermes de Cluny ou les arènes de Lutèce, et les fouilles, permettent une reconstitution. Certains éléments sont encore manquants. Pour reprendre une phrase de Pierre Grimal, « l'archéologie est une science des lacunes ».

## Vie quotidienne

### L'habitat
L'habitat peut se rapprocher, pour les familles aisées, de la villa romaine classique : domus revêtant un caractère sacré, renfermant l'autel familial, comportant une cour centrale, l'atrium à ciel ouvert avec un bassin central, l'impluvium recueillant les eaux de pluie. Dans cette cour s'ouvraient les différentes pièces d'habitation et de service qui étaient ornées de peintures murales et de mosaïques. Mais le centre-ville était surtout composé d'insulae, îlots d'habitations à étage où coexistent torchis et pierre, recouverts de tuiles ou de chaume, donnant sur des cours communes. Ils permettaient de tenir compte de la surface disponible avec occupation maximum d'un terrain qui, en ville, est rare. En périphérie, pour les habitants privilégiés, sont bâties quelques villae, bâtisses beaucoup plus grandes comportant des jardins et des vignes.

### L'habillement et l'alimentation
Si les notables se rapprochent de la mode romaine dans leur habillement (tuniques, sandales, toges), l'ensemble de la population continue à porter les vêtements traditionnels (braies de leurs ancêtres ou manteau à capuchon, le cucullus),. L'alimentation est basée sur les céréales, les fruits et les légumes sans exclure la viande fournie par le bétail et les poissons péchés dans la Seine ou la Bièvre. Les fouilles ont mis également en évidence la consommation d'huîtres et de crustacés. La boisson, outre l'eau, consiste en vin et en cervoise.

### Les transports et l'artisanat

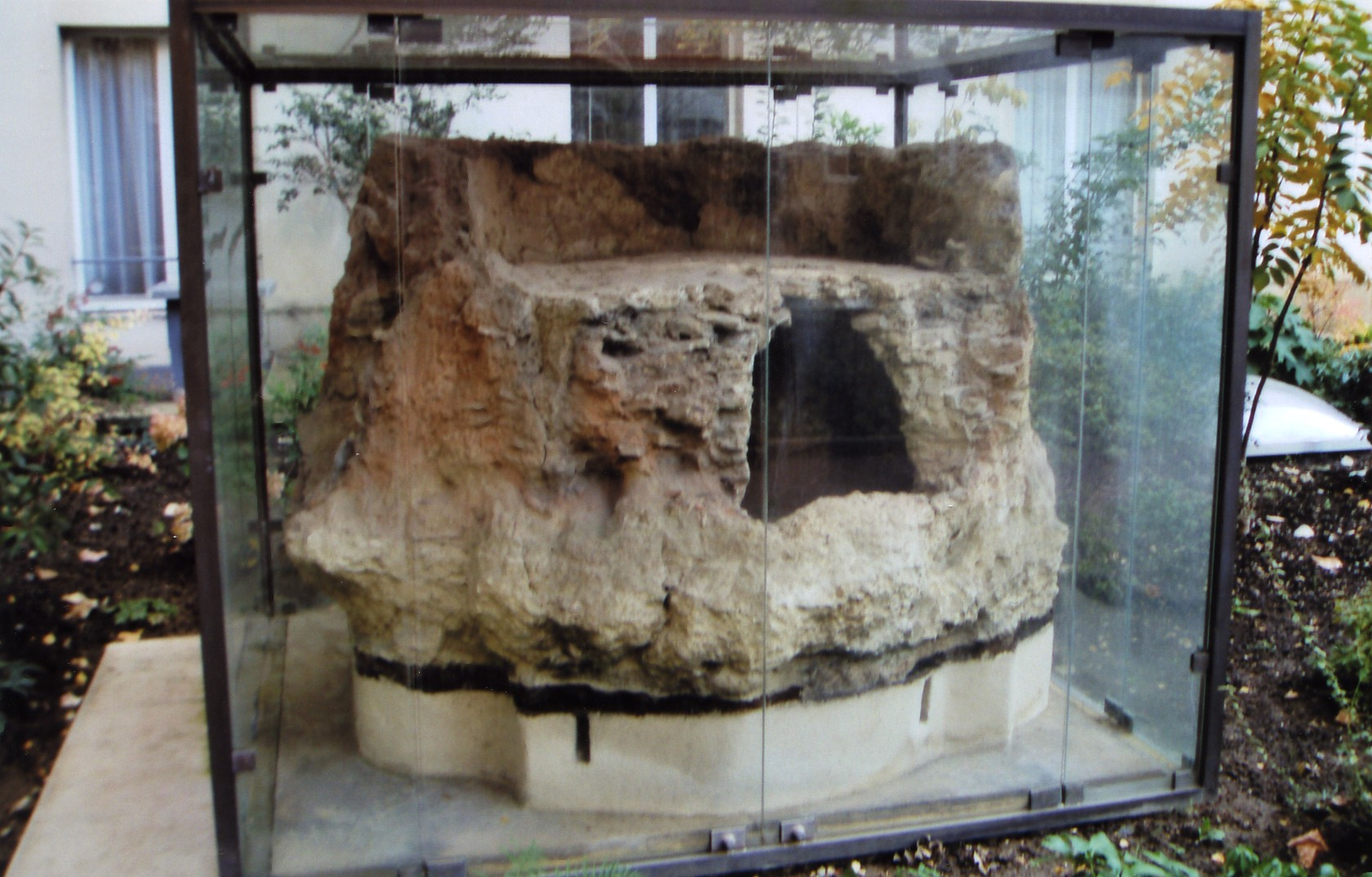
Four romain.

Sur le plan économique, la Seine joue un rôle important par l'intermédiaire d'un trafic concernant les produits manufacturés, les biens de consommation, les matériaux de construction.
Cette activité est sous le contrôle de l'importante corporation des Nautes qui emploie de nombreux bateliers. Ses dirigeants ont un rôle considérable dans la vie de la cité, assurant en partie l'administration.
La nef représentée sur les armoiries de la capitale évoque à la fois la forme générale de l'île et l'activité économique la plus anciennement connue de ses habitants. Le fameux pilier des Nautes découvert sous Notre-Dame est dédié à Jupiter et Tibère,,.
L'artisanat des Gaulois a bénéficié des apports de la technologie gréco-latine. La découverte de plusieurs fours à potier sur la rive gauche, situés en périphérie des zones résidentielles, témoigne de cet apport (assiettes, vases, gobelets, amphores, bouteilles en verre soufflé). La métallurgie est surtout représentée par le bronze (statuettes, ustensiles de cuisine, fibules). Des bijoux sont également retrouvés, complétant les aspects de la vie quotidienne des Parisiennes,.

### Les «loisirs»
L'hygiène de vie a son importance comme en témoigne la présence de thermes qui participent aussi aux loisirs, gymnastique ou pugilat.
L'activité culturelle se manifeste, soit au niveau du théâtre, soit au spectacle des arènes.

## Vestiges

### Forum de Lutèce
Le forum centre de la vie urbaine était situé à l'emplacement de l'actuelle rue Soufflot. Son existence n'a été découverte qu'au milieu du  XIXe siècle.

### Arènes de Lutèce
Les arènes de Lutèce construites au Ier siècle étaient en fait un amphithéâtre romain. Il s'agissait d'un complexe hybride : de type amphithéâtre (en demi-cercle, appelé aussi cavea) avec une scène frontale de 40 mètres de long, il disposait néanmoins d'une arène elliptique de 52 mètres de long sur 46 mètres de large, destinée aux combats de gladiateurs.

### Théâtre
Lutèce était également dotée d'un théâtre. On a mis au jour des murs courbes en 1861 sous le lycée Saint-Louis. Selon les reconstitutions, ce bâtiment mesurait 72 mètres sur au moins 47. La scène mesurait 40 mètres.

### Thermes
Lutèce comprenait aussi plusieurs thermes romains :
- les thermes du Nord, appelés aujourd'hui « Thermes de Cluny », les plus grands, dont la construction fut en partie financée par les nautes (IIe / IIIe siècles); ce sont les seuls qui puissent encore être admirés ;
- les « thermes de l'Est », ou du Collège de France, situés rue Saint-Jacques ;
- les « thermes du Sud », à l'angle de la rue Gay-Lussac et de la rue Le Goff.

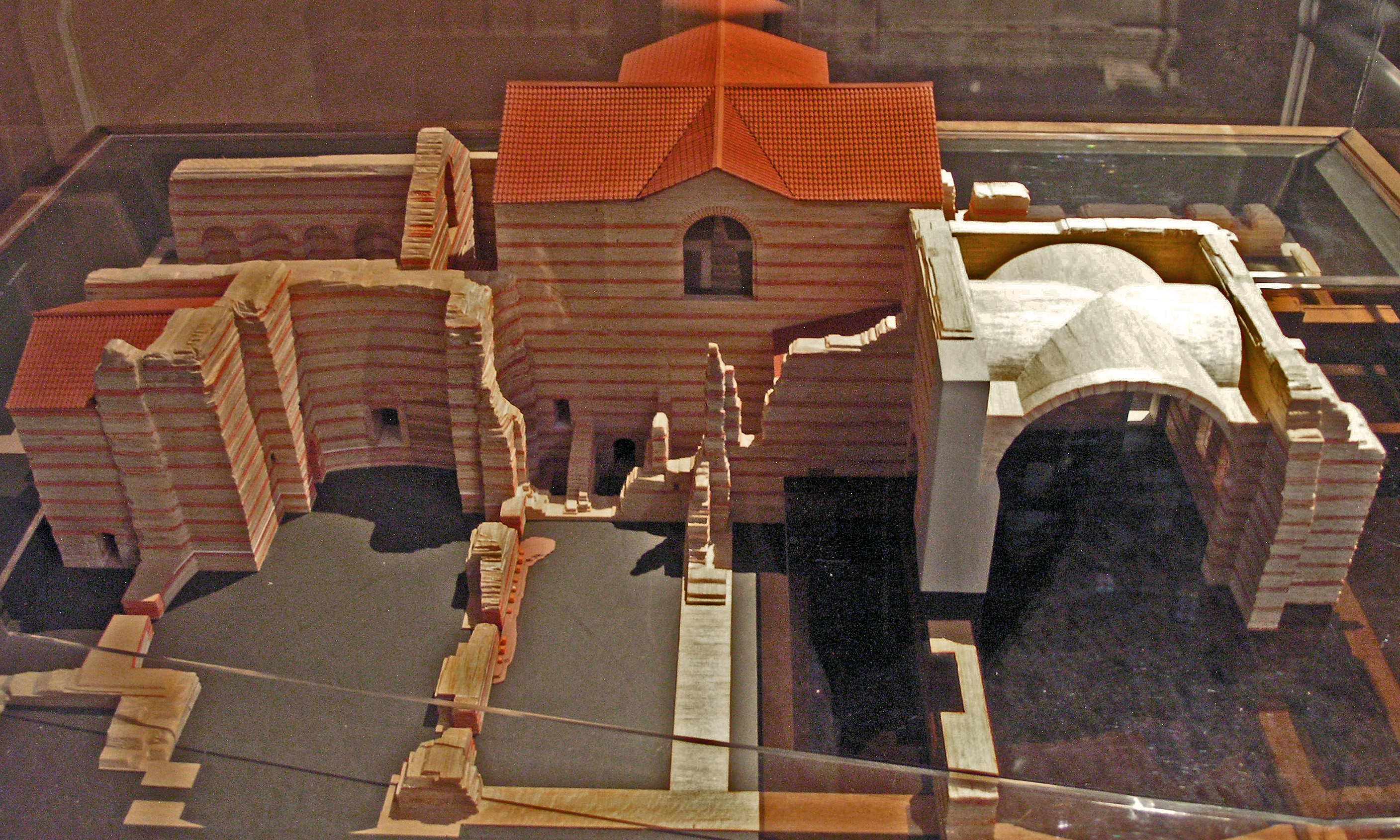
Maquette des thermes de Cluny.
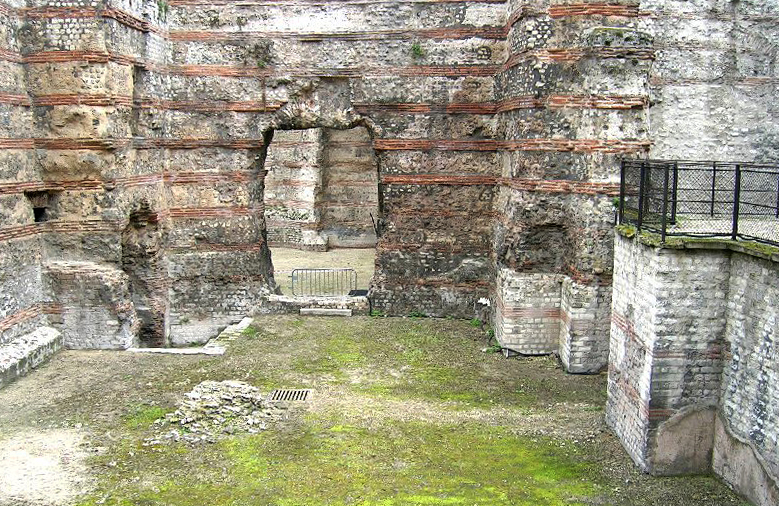
Thermes de Cluny, caldarium.
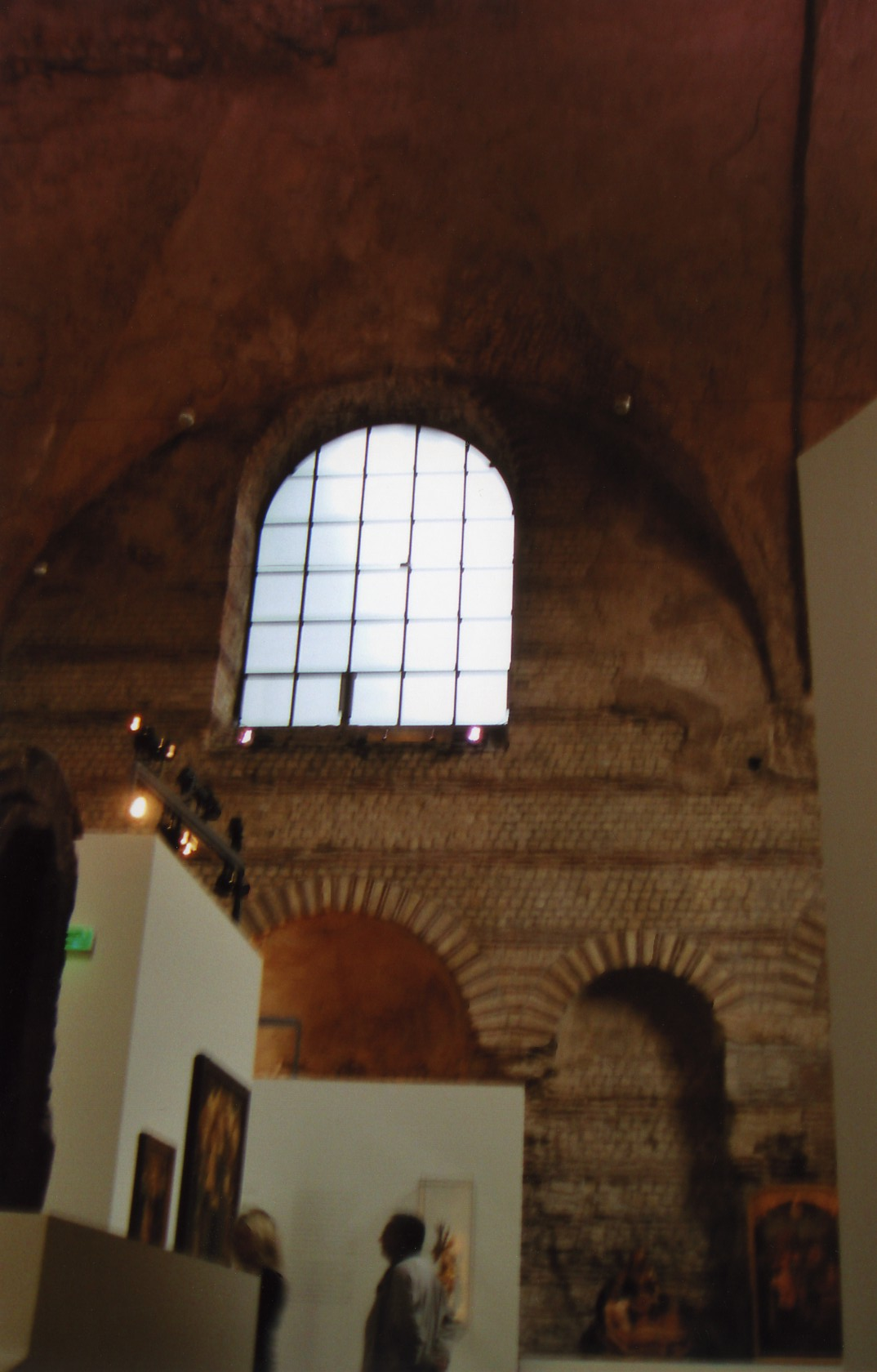
Frigidarium.

### Pilier des Nautes
Le pilier des Nautes est un ensemble de cinq pierres d'autel sculptées, datant du règne de Tibère (14-37), dont les quatre faces représentent des divinités. Mises au jour en 1710 sous les fondations de l'autel de Notre-Dame lors des travaux de réalisation du Vœu de Louis XIII, elles sont riches d'informations sur le syncrétisme gallo-romain du début du Ier siècle, et attestent d'une continuité de l'édifice et du culte chrétien avec un temple et des confréries païennes.

### Aqueduc

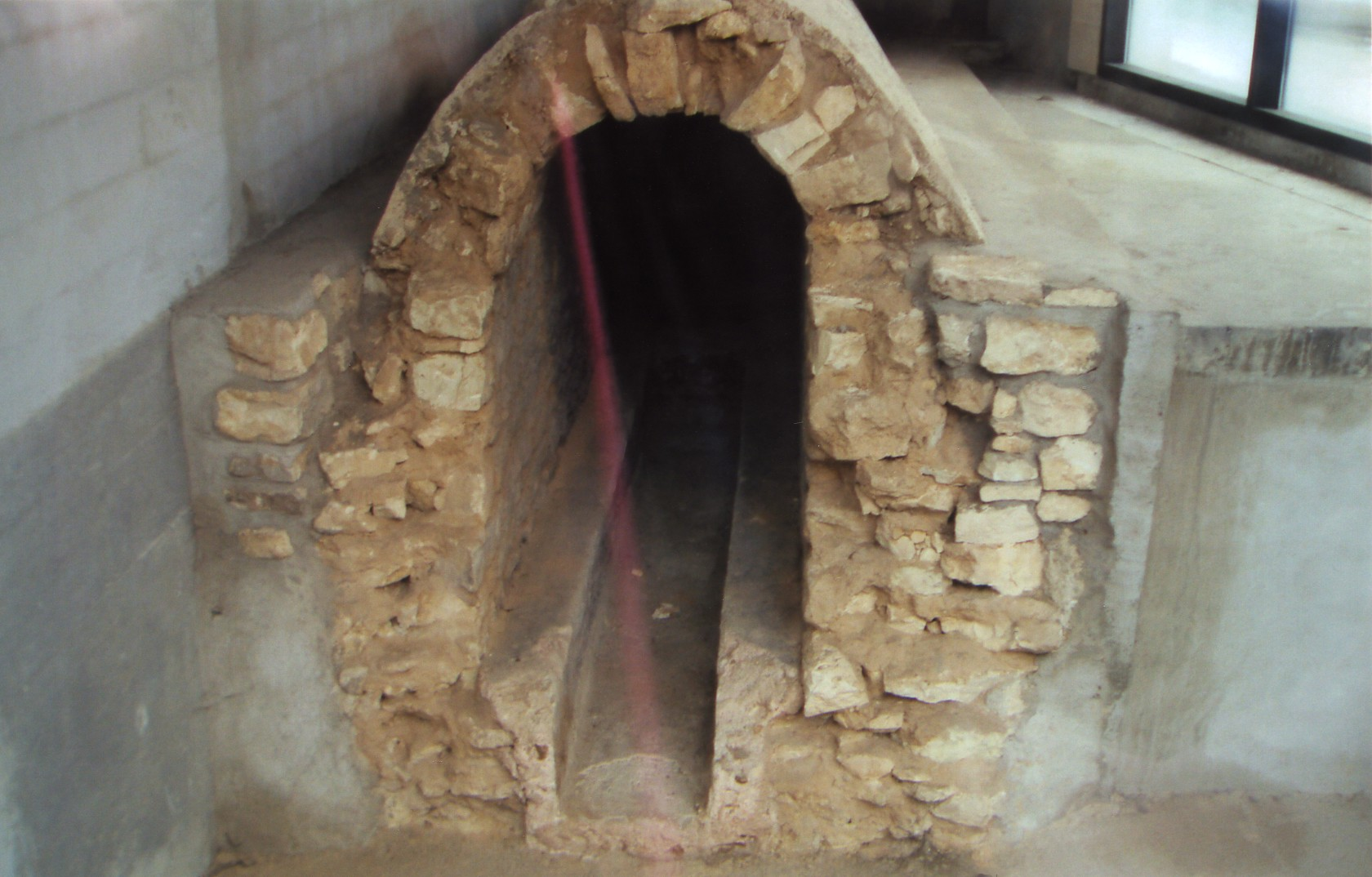
Aqueduc (près du parc Montsouris).

Si l'aqueduc qui alimentait la ville ne fut jamais complètement oublié, à cause des ruines d'Arcueil et des découvertes périodiques à l'occasion de travaux dans Paris, ce n'est qu'à partir de la deuxième moitié du XIXe siècle et des importantes recherches d'Eugène Belgrand que l'on s'attacha à en retrouver le tracé.
Une des découvertes récentes les plus marquantes a eu lieu à Paris en 1996, lorsque le réaménagement du secteur où se trouvaient les anciens ateliers du chemin de fer de Sceaux, entre la rue d'Alésia et l'avenue Reille, conduisit à la mise au jour d'une section importante de l'aqueduc de Lutèce. Une partie a été conservée, et certaines des rues créées perpétuent la mémoire de cette époque (rue de l'Empereur-Julien, rue de l'Empereur-Valentinien).
À Arcueil et Cachan, il passait du coteau est au coteau ouest de la vallée de la Bièvre à l'aide d'un pont-aqueduc. Il n'en reste aujourd'hui qu'une arche écroulée et quelques piles encastrées dans un mur, dans la propriété appelée depuis le Moyen Âge le Fief des Arcs. Les arches du pont sont bien sûr à l'origine de ce nom, comme de celui du village lui-même. Le pont était long de 300 mètres environ, haut de 18 mètres et ne comportait qu'un étage, dimensions relativement modestes dans le catalogue des réalisations romaines de ce type.

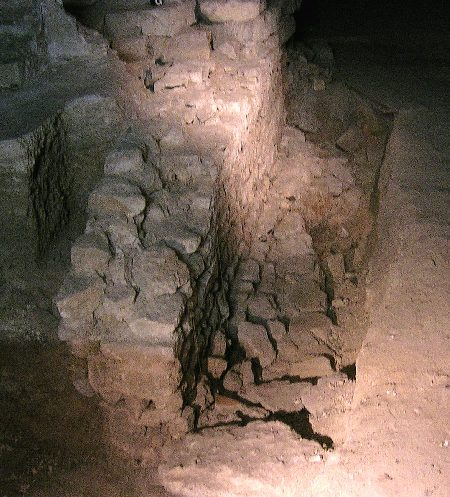
Quai antique, Île de la Cité.

### Crypte archéologique de l'île de la Cité
La Crypte archéologique de l'île de la Cité conserve plusieurs éléments architecturaux d'époque gallo-romaine :
- un tronçon du mur du quai du port antique de Lutèce ;
- des vestiges d'habitat ;
- des vestiges d'une grande maison urbaine (domus) dont plusieurs pièces comportent des hypocaustes ;
- une partie du mur d'enceinte de la ville du début du IVe siècle.

### Collections gallo-romaines du musée Carnavalet
Le musée Carnavalet conserve :

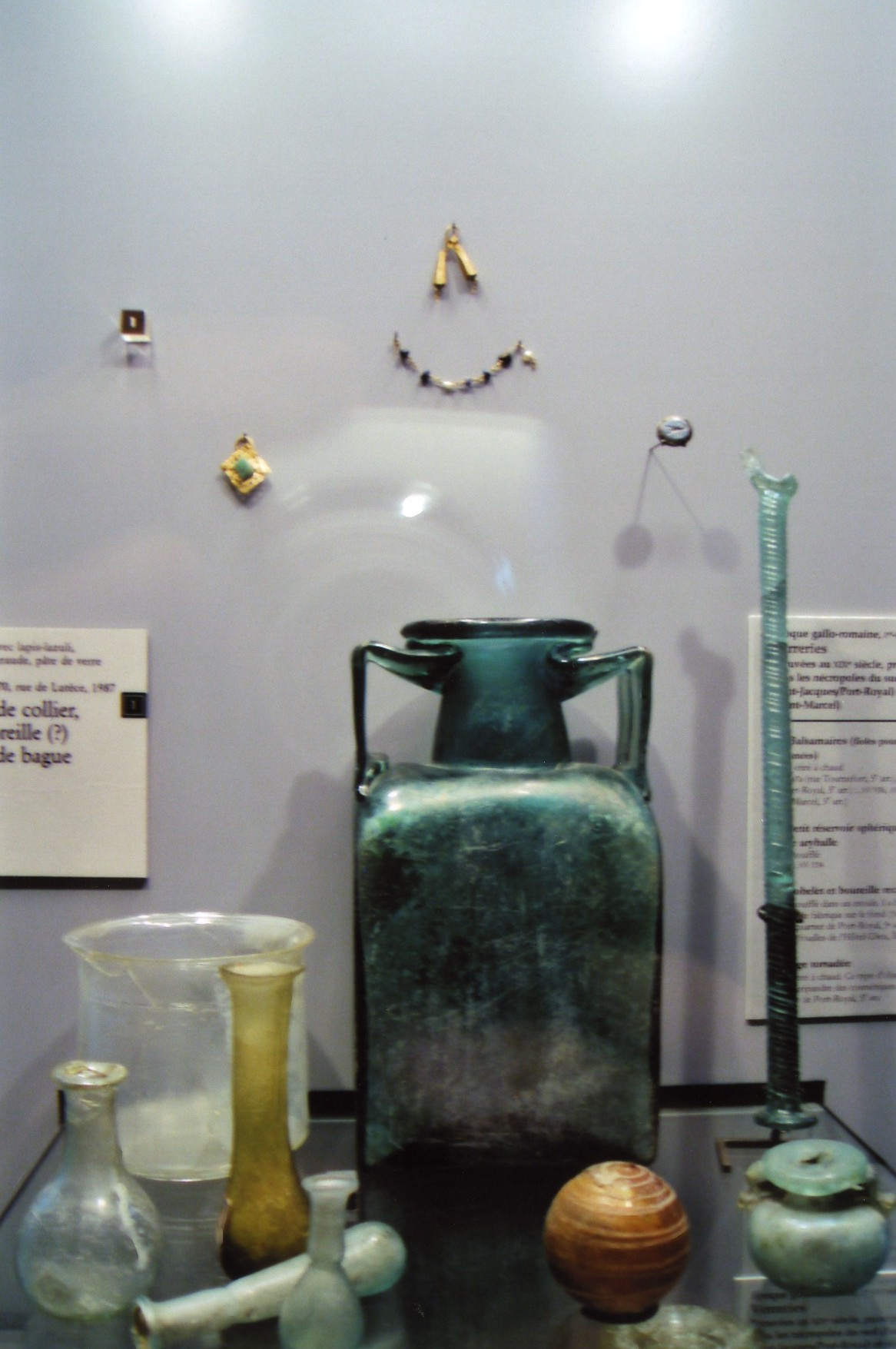
Objets de la vie quotidienne (musée Carnavalet).

- des peintures datant de l'époque gallo-romaine,
- une statue en pierre de femme assise,
- une tête sculpté en pierre,
- un élément d'architrave de colonnade avec décor végétal et animalier sculpté,
- une borne miliaire,
- des sarcophages en pierre,
- des éléments de frise sculptée de sarcophage,
- un masque mortuaire d'enfant,
- des stèles funéraires,
- des objets en céramique et en verre évoquant la vie quotidienne,
- un ensemble d'instruments de chirurgie romains,
- une fibule en or de l'Antiquité tardive...

### Autres monuments
Lutèce ne disposait pas de cirque (hippodrome dédié aux courses de chars). Les fouilles archéologiques sont claires à ce sujet. En revanche, quelques sources littéraires (Grégoire de Tours, notamment) laissent à penser qu'il pouvait y avoir des installations provisoires afin de permettre la tenue de courses de chars.
Au Bas-Empire romain, un bâtiment, que l'on appelle le Palais, occupait l'extrémité occidentale de l'île de la Cité. Situé à l'emplacement de l'actuel Palais de Justice de Paris, il occupait une superficie de près d'un hectare. Sa fonction n'est pas bien connue : peut-être une résidence de l'empereur lorsqu'il séjournait à Lutèce, peut-être un arsenal ou un entrepôt.

## Lutèce dans la bande dessinée
- Dans l'album La Serpe d'or (1962), René Goscinny et Albert Uderzo situent à Lutèce la majeure partie d'une aventure de leurs héros Astérix et Obélix.
- Dans l'album Le Tour de Gaule d'Astérix (1965), les deux héros font étape à Lutèce.

## Chronologie de l'histoire de Lutèce
- Mai 52 av. J.-C. : bataille de Lutèce. Victoire de Labienus, lieutenant de Jules César, sur les Aulerques, les Sénons et les Parisii. Les Gaulois préfèrent détruire les ponts et incendier eux-mêmes leur cité plutôt que d’y laisser entrer les Romains. L’incendie de la Lutèce gauloise permettra aux Romains de doter la ville d’une structure romaine rapidement, d’autant qu’avec sept collines et un fleuve, le parallèle avec Rome est facile.
- Entre 14 et 37 : les nautes de Lutèce élèvent une colonne en l’honneur de Jupiter ; c’est le fameux « pilier des Nautes » mis au jour sous les fondations de Notre-Dame.
- Entre 50 et 100 ap. J.-C. : construction du forum de Lutèce.
- 65-66 : hiver glacial.
- Entre 100 et 200 : construction à Lutèce de trois thermes alimentés par un aqueduc de seize kilomètres longeant la Bièvre, d’un amphithéâtre de 17 000 places et d’un théâtre de 3 000 places, notamment.
- Vers 250 : martyre du premier évêque de Lutèce, saint Denis. Ce dernier fut l’un des sept évêques envoyés en Gaule pour l’évangéliser. Il aurait été décapité sur la colline de Montmartre (dont le nom signifie mont des martyrs). La légende veut qu'il ait ensuite ramassé sa tête, et marché jusqu'au lieu de sa sépulture.
- 275 ou 276 : probable saccage par des envahisseurs germains (Francs et Alamans) de la rive gauche de la cité.
- 291-292 : hiver particulièrement glacial. La Seine gèle ; c'est la première mention de ce type qui soit parvenue jusqu'à nous.
- Vers 300 : Lutèce devient Paris.